# Pallars Sobirà
Pallars Sobirà – comarca (powiat) w północnej Katalonii w Hiszpanii. Region położony jest w centralnej części Pirenejów i znajduje się tu najwyższy szczyt Katalonii - Pica d’Estats. Trzecia co do wielkości comarka Katalonii - 1377 km², a zarazem jedna z comarek o najmniejszej liczbie ludności w całym regionie - 7446 mieszkańców.
Wraz z sąsiadującą comarką Pallars Jussà współtworzyły w przeszłości hrabstwo Pallars, będące na przełomie VIII i IX wieku w sojuszu terytoriów pirenejskich określanym jako Marchia Hiszpańska.

## Gminy
- Alins
- Alt Àneu
- Baix Pallars
- Espot
- Esterri d'Àneu
- Esterri de Cardós
- Farrera
- La Guingueta d'Àneu
- Lladorre
- Llavorsí
- Rialp
- Soriguera
- Sort
- Tírvia
- Vall de Cardós